# Hebuterne Military Cemetery
Hebuterne Military Cemetery is een begraafplaats gelegen in de Franse plaats Hébuterne (Pas-de-Calais). De militaire graven worden onderhouden door de Commonwealth War Graves Commission.
De begraafplaats telt 712 geïdentificeerde graven waarvan 707 Gemenebest graven uit de Eerste Wereldoorlog and 5 overige graven uit de Eerste Wereldoorlog.